# 齐国 (秦漢之際)
齐国（前209年—前203年），中国战国时期的齐国在前221年被秦国灭亡，改為齊郡、琅邪郡兩郡。秦末民變中，田儋复兴齊国，都城在临淄（今山东省临淄区），后为田假、田市。灭秦之后，前206年正月，项羽分封诸侯，以田都为齊王，田安为济北王，田市为胶东王。田荣一统三齐，传田广、田横。前203年，韩信奉刘邦的命令攻齐，而劉邦為顧全大局亦派多員援軍助其滅齐，以韩信为齐王。

## 秦二世时期

### 田儋复国
田儋是狄县人，战国时齐王田氏的同族。田儋的堂弟田荣、田荣的弟弟田横，是当地有势力的人物，而且宗族强盛，很得人心。陈涉在开始起兵自立为楚王的时候，派遣周巿攻取并平定了魏地，向东打到狄县，狄县固守县城。田儋假装绑住自己的家奴，带领着手下的年轻人去县府，称在拜见县令之后杀死有罪的家奴。在拜见县令的时候，他们乘机杀死他，然后又召集有势力的官吏和年轻人说：“各地诸侯都已经反秦自立，齐地是古代封建的诸侯国，而我田儋，是齐王田氏的同族，应当为王。”于是，田儋自立为齐王，并且起兵攻打周巿。周巿的军队撤走以后，田儋乘机带兵东进，夺取并平定了齐国故地。

### 共立周巿
魏咎在战国时期魏国被封为宁陵君，秦国灭亡魏国，就把他放逐外地废作平民百姓。陈胜起义称王，魏咎前往追随他。陈胜派魏国人周巿带兵夺取魏地，魏地被攻占后，大家互相商量，想要拥立周巿为魏王，周巿说：“天下混乱，忠臣才能显现出来。现在天下都背叛秦国，从道义上讲，一定要拥立魏王的后代才可以。”秦二世二年十一月，齐国、赵国各派战车五十辆，协助周巿做魏王。周巿辞谢不肯接受，却到陈国迎接魏咎，往返五次，陈胜才答应把魏咎放回去立为魏王，遣送他回到魏国去，周巿最后做了魏国的相。

### 诛公孙庆
秦二世二年十二月，陈胜被杀。秦嘉等人听说陈胜的军队已经兵败逃走了，就立景驹为楚王，率兵到了方与，准备在定陶附近袭击秦军。秦二世二年二月，秦嘉派公孙庆出使齐国去会见齐王田儋，想联合他一同进兵。田儋说：“听说陈王战败了，至今生死不明，楚国怎么能不来向我请示就自立为王呢？”公孙庆说：“齐国不请示楚国而立王，楚国为什么要向齐国请示才能立王呢？何况楚是首先起义反秦的，理当号令天下。”田儋诛杀了公孙庆。

### 田儋被杀
秦二世二年四月，秦将章邯带兵在临济围攻魏王魏咎，情况紧急，魏咎派周巿到齐国来求救。秦二世二年六月，齐王田儋带领军队援救魏国。章邯在夜间让兵马口中衔枚，趁夜幕的掩护进行偷袭，把齐魏联军打得大败，杀死了周巿，在临济城下杀死田儋。临济被章邯包围，魏咎为了他的百姓身家性命的安全，提出降服的条件。谈判成功，魏咎就自焚而死。田儋的堂弟田荣收集田儋的残部向东逃跑到了东阿。秦二世二年七月，齐国人听说田儋战死的消息之后，于是就拥立战国时齐王建的弟弟田假为齐王，田角为丞相，田间为大将，以此来抗拒诸侯。田荣在败逃东阿的时候，章邯进行围追阻截。武信君项梁听说田荣情况危急，于是就领兵来到东阿城下，并且一举击败章邯。章邯往西逃跑，项梁则乘胜追击。但田荣对齐人立田假为齐王一事非常气愤，于是在秦二世二年八月就带兵回去，攻击追逐齐王田假，田假逃到楚国，丞相田角逃到赵国；田角的弟弟田间在此以前已到赵国求救，也就留在赵国不敢回去了。田荣于是立田儋的儿子田市为齐王，自任丞相，田横为大将，平定了齐地。项梁击破东阿附近的秦军以后，就去追击秦的败军。他多次派使者催促齐国发兵，想与齐军合兵西进。田荣说：“楚国杀掉田假，赵国杀掉田角、田间，我才出兵。”项梁说：“田假是我们盟国的王，走投无路来追随我，我不忍心杀他。”赵国也不肯杀田角、田间来跟齐国做交易。齐国始终不肯发兵帮助楚军。项梁派刘邦和项羽另外去攻打城阳，屠戮了这个县。又向西进，在濮阳以东打败了秦军，秦收拾败兵退入濮阳城。

### 作壁上观
秦二世二年九月，项梁追击章邯以后，章邯的军队反倒日渐强盛，于是项梁就派遣使者通报齐国和赵国，要两国共同发兵攻打章邯。田荣说：“如果楚国杀死田假，赵国杀死田角、田间，那我们才肯出兵。”楚怀王说：“田假是我们同盟国的君王，在走投无路的时候来投靠我们，杀了他是不合道义的。”赵国也不愿意用杀田角、田间来和齐国作交易。齐国人说：“手被蝮蛇咬了就要砍掉手，足被蝮蛇咬了就要砍掉足。为什么呢？因为倘若不这样的话，就要害及全身。而现在田假、田角、田间对于楚国、赵国来说，并不是手足骨肉之亲，为什么不杀掉他们呢？况且若是秦朝再得志于天下的话，那么不仅我们要身受其辱，而且连祖坟恐怕也要被人挖出呢。”楚国、赵国都不肯依从齐国，齐国也非常生气，最终也不肯出兵援救。章邯果然击败了楚军，并且杀了项梁，楚军往东溃逃，而章邯也就乘机渡过黄河，围攻赵国的巨鹿。项羽前往援救赵国，由此也就非常怨恨田荣。

### 勾结宋义
秦二世二年后九月，宋义因预测项梁失败而被楚怀王任命为上将军；楚怀王任命项羽为鲁公，任次将，范增任末将，去援救赵国，其他各路将领都隶属于宋义，号称卿子冠军。宋义军进发抵达安阳，停留四十六天不向前进。宋义又派儿子宋襄去齐国为相，亲自送到无盐，置备酒筵，大会宾客。秦二世三年十月，齐将田都背叛田荣，往助项羽救援赵国。秦二世三年十一月，项羽早晨去参见上将军宋义，就在军帐中，斩下了他的头，出来向军中发令说：“宋义和齐国同谋反楚，楚王密令我处死他。”这时候，将领们都畏服项羽，没有谁敢抗拒，都说：“首先把楚国扶立起来的，是项将军家。如今又是将军诛灭了叛乱之臣。”于是大家一起立项羽为假上将军。项羽派人去追赶宋义的儿子宋襄，追到齐国境内，把他杀了。项羽又派桓楚去向楚怀王报告。楚怀王无奈，让项羽作了上将军，英布、蒲将军都归属项羽。正当这时，燕、齐、楚听说赵国危急，都来救援。张敖也向北收聚代地的兵力一万多人赶来，都在陈余旁边安营扎寨，却不敢攻击秦军。秦二世三年十二月，齐王建的孙子田安攻下济北，跟从项羽救援赵国。

## 楚汉战争时期

### 项羽分封
项羽已经保全了赵国，又降服了章邯等秦朝将领，西向入咸阳进行杀戮，灭了秦朝，然后又分封诸侯王。汉元年十二月，项羽分齐国为三齐。汉元年正月，齐更名为临菑。分为济北，分为胶东。汉元年二月，项羽于是把齐王田市改封为胶东王，都城在即墨。齐国将领田都因跟随项羽共同救赵，接着又进军关中，因此项羽立田都为临菑王，治所在临淄。战国时齐王建的孙子田安在项羽正渡河救赵的时候，接连攻下了济北城池多座，然后带兵投降了项羽，项羽因此立田安为济北王，治所在博阳。田荣因为违背项羽不肯出兵援助楚、赵两国攻打秦朝，因此不能被封为王；赵国将领陈余也因为失职，只受封南皮周围的三个县，没有被封为王，这两个人都很怨恨项羽。

### 三齐并王
项羽既已回到楚国，所封诸侯也就各自回到自己的封地。汉元年五月，田荣发兵抗击临菑王田都，田都逃到楚国。田荣扣留了胶东王田市，不让他到胶东的治所。田市手下的人说：“项羽强大而凶暴，而大王应该到自己的封国胶东去，若是不去的话，一定有危险。”田市非常害怕，于是就逃跑去胶东。田荣得知后勃然大怒，急忙带人追赶胶东王田市，汉元年六月在即墨把他杀死了。于是故齐相田荣就自立为齐王，回来又攻打济北王田安，并且在汉元年七月把他杀死。汉元年八月，济北并入齐国，田荣全部占有了三齐之地。田荣把将军印授给彭越，让他在梁地反楚。陈余私下派张同、夏说劝齐王田荣说：“项羽主持天下事，不公道。现在把以前的诸侯王都封在坏地方，而把他自己的群臣诸将都封在好地方，驱逐了原来的君主赵王，让他往北徙居到代地，我认为这样是不合适的。听说大王您已起兵反楚，而且不听从项羽的不义之命，希望大王您接济我一部分兵力，让我去攻打常山，恢复赵王原有的地盘。我愿用我们的国土给你们齐国作屏障。”齐王田荣答应了，就派兵赴赵。陈余发动三县全部兵力，跟齐军合力攻打常山国，把常山王张耳打得大败。张耳逃走去归附汉王刘邦。陈余从代地把原赵王歇接回赵国，赵王歇因此立陈余为代王。

### 田荣被杀
汉王刘邦率军顺原路返回关中，平定了三秦，项羽听说刘邦已经兼并了关中，将要东进，齐国、赵国又都背叛了自己，非常生气。于是用以前的吴县令郑昌为韩王，抵挡汉军。命萧公角等攻打彭越，彭越打败了萧公角等。刘邦派张良去夺取韩地，并送给项羽一封信说：“汉王失去了做关中王的封职，所以想要得到关中，若能遵循以前约定，就立即停下来，不该再向东进。”又把齐、梁二地的反叛书送给项羽，说：“齐国想要跟赵国一起灭掉楚国。”楚军因此就放弃了西进的打算，向北去攻打齐国了。项羽向九江王英布征调部队，英布推托有病，不肯亲自去，只派部将率领几千人前往。项羽因此怨恨英布。汉二年十二月，项羽向北到达城阳，田荣也带领部队来与项羽决战。田荣没有打胜，逃到平原，平原的百姓把他杀了。项羽于是北进，烧平了齐国的城市房屋，全部活埋了田荣手下投降的士兵，掳掠了齐国的老弱妇女。项羽夺取齐地直到北海，杀死了许多人，毁灭了许多地方。齐国人聚集起来，一起造项羽的反。汉二年二月，项羽立故齐王田假为齐王。汉二年三月，田荣的弟弟田横收集了齐军逃散的士卒共有几万人，在城阳反击楚军，攻击齐王田假，田假逃亡楚国，楚国将他杀死。而在这时，汉王刘邦带领诸侯的军队击败楚军，进入彭城。项羽听到这个消息之后，就放开齐军回去，在彭城对汉兵发起攻击，接着就是与汉军的多次交锋，在荥阳相持不下。因此田横于汉二年四月再次得以收复齐国大小城邑，立田荣之子田广为齐王，田横自为丞相辅佐他，并专断国政，所有政事，无论大小，皆由田横决定。

### 楚汉相争
汉二年，汉王刘邦兵出函谷关，收服了魏王豹、河南王申阳、韩王郑昌、殷王司马卬也相继投降。刘邦又联合齐王田广、赵王歇共同攻击楚军。四月，到彭城，汉军兵败，溃散而回。韩信本部在彭城又收集溃散的人马与汉王在荥阳会合，在京县、索亭之间劉邦指揮諸軍打敗項羽。因此楚军始终不能西进。汉军在彭城败退之后，塞王司马欣、翟王董翳叛汉降楚，齐国也背叛汉王跟楚国和解。

### 汉军平齐
田横平定齐国三年之后，汉王刘邦派郦食其到齐国，向齐王田广和丞相田横游说，要他们归顺汉朝。齐国派华无伤、田解带领军队在历下驻扎以抗拒汉军，韩信以相国身份指挥右丞相曹参、御史大夫灌婴、傅宽、打败了齐国在历下驻扎的守军，击垮了齐国守将田解，灌婴所率领的郎中骑兵俘虏了车骑将军华毋伤及将吏四十六人，接着又攻入临淄，齐将卢罢师归属韩信。齐王田广听说汉兵已到，便对郦食其说：“如果你能阻止汉军进攻的话，我让你活着，若不然的话，我就要烹杀了你！”郦食其说：“干大事业的人不拘小节，有大德的人也不怕别人责备。你老子不会替你再去游说韩信！”这样，齐王便用大鼎烹杀了郦食其，带兵向东逃到高密，丞相田横逃到博阳，守相田光逃向城阳，将军田既带领军队驻守胶东。项羽派龙且、周兰前去救援齐国，吕泽丁复、蔡寅、王周、陈涓等军在彭城攻打龙且，汉四年十一月，灌婴的部将丁礼與呂澤等人在彭城将龙且斩首，灌婴所率领的士卒活捉右司马、连尹各一人、楼烦将领十人，灌婴亲手活捉亚将周兰。曹参俘虏齐王田广。灌婴继续追击，又俘虏了齐国守相田光。灌婴继续进军，到达博阳。而田横听到齐王田广已死，就自立为齐王，转过来与灌婴交战。在嬴下，田横的军队被灌婴打得大败，灌婴所率领的士卒斩杀齐国骑将一人，活捉骑将四人。田横逃到梁地，投归彭越。这时，彭越拥兵梁地，在楚汉之间保持中立，又像为了刘邦，又像为了项羽。曹参和陈武在龙且被杀后向胶东进军，在这里大败田既并在战斗中杀死了他；灌婴攻克嬴县、博县，在千乘把齐将田吸打得大败，所率士卒将田吸斩首。汉四年十二月，齐属汉为郡

### 韩信乞王
整个齐国降服且平定后，韩信派人向刘邦上书，说：“齐国狡诈多变，反复无常，南面的边境与楚国交界，不设立一个假王来镇抚，局势一定不能稳定。为有利于当前的局势，希望允许我暂时代理齐王。”正当这时，楚军在荥阳紧紧地围困着汉王，韩信的使者到了，刘邦打开书信一看，勃然大怒，骂道：“我在这儿被围困，日夜盼着你来帮助我，你却想自立为王！”张良、陈平暗中踩汉王的脚，凑近汉王的耳朵说：“目前汉军处境不利，怎么能禁止韩信称王呢？不如趁机册立他为王，很好地待他，让他自己镇守齐国。不然可能发生变乱。”汉王醒悟，又故意骂道：“大丈夫平定了诸侯，就做真王罢了，何必做个假王呢？”汉四年二月，刘邦就派遣张良前往，册立韩信为齐王，征调他的军队攻打楚军。

### 武蒯策反
楚军失去龙且后，项羽害怕了，派盱眙人武涉前往规劝齐王韩信说：“天下人对秦朝的统治痛恨已久了，大家才合力攻打它。秦朝破灭后，按照功劳裂土分封，各自为王，以便休兵罢战。如今汉王又兴师东进，侵犯他人的境界，掠夺他人的封地，已经攻破三秦，率领军队开出函谷关，收集各路诸侯的军队向东进击楚国，他的意图是不吞并整个天下，不肯罢休，他贪心不足到这步田地，太过份了。况且汉王不可信任，自身落到项王的掌握之中多次了，是项王的怜悯使他活下来，然而一经脱身，就背弃盟约，再次进攻项王。他是这样地不可亲近，不可信任。如今您即使自认为和汉王交情深厚，替他竭尽全力作战，最终还得被他所擒。您所以能够延续到今天，是因为项王还存在啊。当前刘、项争夺天下的胜败，举足轻重的是您。您向右边站，那么汉王胜，您向左边站，那么项王胜。假若项王今天被消灭，下一个就该消灭您了。您和项王有旧交情，为什么不反汉与楚联和，三分天下自立为王呢？如今，放过这个时机，必然要站到汉王一边攻打项王，一个聪明睿智的人，难道应该这样做吗？”韩信辞谢说：“我侍奉项王，官不过郎中，职位不过是个持戟的卫士，言不听，计不用，所以我背楚归汉。汉王授予我上将军的印信，给我几万人马，脱下他身上的衣服给我穿，把好食物让给我吃，言听计用，所以我才能够到今天这个样子。人家对我亲近、信赖，我背叛他不吉祥，即使到死也不变心。希望您替我辞谢项王的盛情！”武涉走后，齐国人蒯彻想出奇计打动韩信叛汉，规劝韩信谋反，但韩信除了深得刘邦的信任与重用外，本身并没有实力叛汉，韩信带兵数年，还没有自己的班底，也没有培养出一个高级将领，自己的周围全是刘邦的亲信，而且在齐并非只有韩信所部，汉军另有规模不小的好几支部队，韩信胆敢有异动，会一败涂地。蒯彻鼓动韩信叛汉最终被韩信拒绝。

### 楚汉决战
韩信做了齐王，在劉邦陳下之戰打敗項羽後到达陈县，与汉王刘邦会合，汉五年，刘邦和韩信、刘贾、彭越、英布等诸侯军共同进攻楚军，与项羽在垓下决战。韩信率领三十万大军与楚军正面对阵，劉邦讓孔聚在左翼，陈贺在右翼，刘邦领兵居中，周勃、陈武跟在刘邦的后面作為预备军在刘邦军后待命，项羽的军队大约有十万。韓信首先跟楚军交锋，不利，向后退却。劉邦讓孔聚、陈贺从左右两边纵兵攻上去，楚军不利，韩信乘势再次攻上去，及彭越、英布、刘贾、周殷等诸侯从各处围攻楚军，三面夹击中大败楚军于垓下。项羽的士兵听到汉军唱起了楚地的歌，以为汉军已经完全占领楚地，项羽战败逃走，楚军因此全部崩溃。刘邦派骑将灌婴追杀项羽，一直追到东城，杀了八万楚兵，终于攻占平定了楚地。只有鲁县人还为项羽坚守，不肯降服，因为楚怀王当初封项羽为鲁公。刘邦就率领诸侯军北上，把项羽的头给鲁县的父老们看，鲁人这才投降。于是，刘邦按照鲁公这一封号的礼仪，把项羽葬在穀城。然后回师定陶，驱马驰入齐王韩信的军营，夺了他的兵权。韩信与刘邦会师时，曹参留在齐国平定齐国尚未降服的地方。

## 汉高帝时期

### 韩信徙楚
汉五年正月，刘邦称楚地已经平定，义帝没有后代，想安抚楚地民众，就另定楚地之主。齐王韩信了解楚地风土人情，刘邦于是迁徙齐王韩信为楚王，都城下邳。刘邦封魏相国建城侯彭越为梁王，封地为魏故地，都于定陶。前202年2月28日，刘邦即皇帝位，建立汉朝，是为汉高帝。

### 田横自刎
汉王刘邦消灭了项羽，立为皇帝，封彭越为梁王。田横害怕被杀，就带领他的部下五百多人逃入海中，居住在一个小岛之上。汉高帝听到这个消息之后，认为田横兄弟本来就平定了齐国，齐国的贤士大都依附于他，如今要让他流落在海中而不加以收揽的话，以后恐怕难免有祸患。因此就派使者赦免田横之罪并且召他入朝，田横却辞谢说：“我曾经烹杀了陛下的使者郦生，现在我又听说郦生的弟弟郦商是一个很有才能的汉朝将领，所以我非常害怕，不敢奉诏进京，请求您允许我做一个平民百姓，呆在这海岛上。”使者回来报告，汉高帝立刻下诏给卫尉郦商说：“齐王田横将要到京，谁要敢动一下他的随从人员，立刻满门抄斩！”接着又派使者拿着符节把皇帝下诏指示郦商的情况原原本本地高知田横，并且说：“田横若是来京，最大可以封为王，最小也可以封为侯；若是不来的话，将派军队加以诛灭。”田横于是和他的两个门客一块乘坐驿站的马车前往洛阳。在离洛阳三十里远，有一个叫尸乡的地方，这一天田横等人来到此地驿站。田横对汉使说：“作为人臣拜见天子应该沐浴一新。”于是就住下来。田横对他的门客说：“我田横起初和汉王都是南面称孤的王，而现在汉王做了天子，而我田横却成了亡国奴，而要北面称臣侍奉他，这本来就是莫大的耻辱了。更何况我烹杀了人家的兄长，再与他的弟弟来并肩侍奉同一个主子，纵然他害怕皇帝的诏命，不敢动我，难道我于心就毫不羞愧吗？再有，皇帝陛下召我来京的原因，不过是想见一下我的面貌罢了。如今皇帝就在洛阳，现在我割下我的头颅，快马飞奔三十里的功夫，我的容貌还不会改变，还是能够看一下我究竟是什么样子的。”说完之后，就自刎了，命两个门客手捧他的头，跟随使者飞驰入朝，奏知汉高帝。汉高帝说道：“哎呀！能有此言此行，真是了不起呀！从平民百姓起家，兄弟三个人接连为王，难道不是贤能的人吗！”汉高帝忍不住为他流下了眼泪，然后拜田横的两个门客为都尉，并且派两千名士卒，以诸侯王的丧礼安葬了田横。安葬完田横之后，两个门客在田横墓旁挖了个洞，然后自刎，倒在洞里，追随田横死去。汉高帝听说此事之后，大为吃惊，认为田横的门客都是贤才。汉高帝听说田横手下还有五百人在海岛上，又派使者召他们进京。进京之后，这五百门客听到田横已死，他们也都自杀。由此更可以了解田横兄弟确实是能够得到贤士拥戴的人。